# Conchiglie (pasta)
Les conchiglie o conquilles són una mena de pasta de galet gegant.
Normalment, les closques es fabriquen amb blat dur i, de vegades, es poden acolorir amb pigments naturals, com ara extracte de tomàquet, tinta de sípia o extracte d'espinacs. La forma característica d'aquest tipus de pasta permet que la salsa s'adhereixi fàcilment. Hi ha diverses variacions de petxines a tot Itàlia. Quan són més petites, les closques s'anomenen conchigliette mentre que quan són més grans s'anomenen conchiglioni. Com passa amb altres tipus de pasta, les closques també poden ser llises o ratllades; en aquest segon cas, la salsa s'adhereix millor a la pasta.

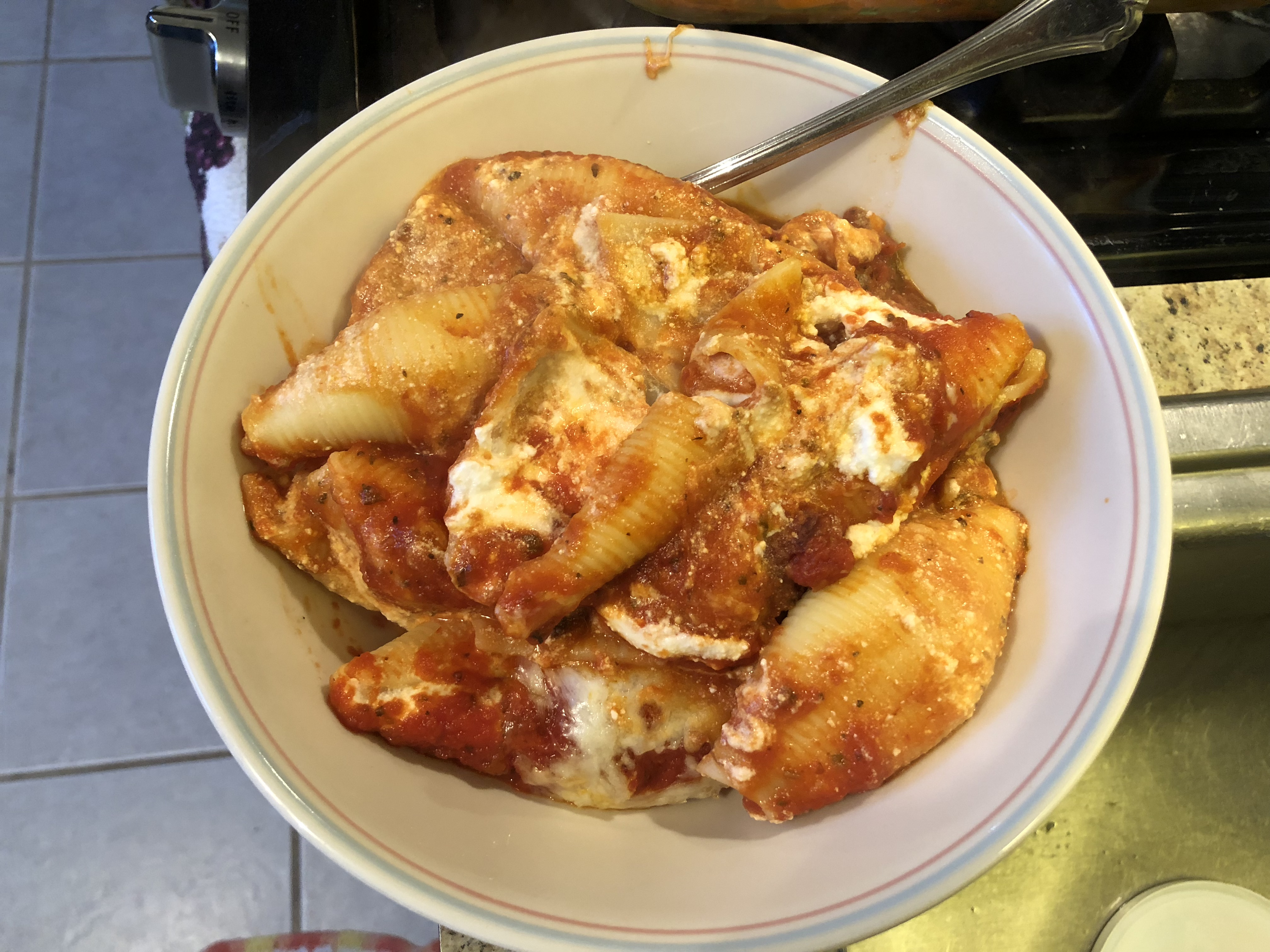
Conchiglioni amb salsa de tomàquet i formatge

Les closques són adequades per a molts tipus de condiments diferents i s'utilitzen per preparar, per exemple, pasta all'ortolana, pasta amb salsitxa i són una alternativa vàlida a la penne que s'utilitza per preparar pasta amb vodka. A Campània, els conchiglioni són populars i es poden preparar amb ragù, ricotta i espinacs o mozzarella, tomàquet i alfàbrega. Les closques, i en particular les conchigliette, també són adequades per a la preparació de sopes i minestrines.
La paraula italiana "conchiglie" comparteix la mateixa arrel grega en forma de κοχύλι (transliterat kochýli), que significa, de fet, "petxina".